# Carta Europea de las Lenguas Minoritarias o Regionales

En verde oscuro: países que la han firmado y ratificado, en verde claro: solo firmado, en blanco: ni firmado ni ratificado, en gris: países que no forman parte del Consejo de Europa

La Carta Europea de las Lenguas Minoritarias o Regionales es un acuerdo ratificado en Estrasburgo el 5 de noviembre de 1992 por los Estados miembros del Consejo de Europa para la defensa y promoción de todas las lenguas de Europa que carecen de carácter de oficialidad, que incluso siendo oficiales en alguno de los firmantes no lo son en otros o que, aun siendo oficiales en el firmante, están en manifiesta debilidad. Se excluyen expresamente los dialectos de las lenguas oficiales y los idiomas de los inmigrantes. Esta obliga a los mismos a cumplirla, según sus compromisos.
El Consejo de Europa tiene como finalidad la salvaguardia de los derechos humanos y la democracia pluralista, mediante la preeminencia del derecho. Está constituido por más Estados que los pertenecientes a la Unión Europea.
Se calcula que alrededor de 40 millones de ciudadanos de la Unión utilizan regularmente una lengua regional o minoritaria histórica. Según informes de la Unesco, hay más de 30 lenguas europeas amenazadas; por ello, aunque se utiliza el término de lengua minoritaria, suele ser un eufemismo de lengua minorizada, que no son sinónimos. Los Estados escogen las lenguas con que se comprometen y el grado que aplicar con un mínimo de treinta y cinco párrafos o apartados.
Considerando que la Constitución de Bélgica las establece de forma indirecta al describir tres regiones lingüísticas, hay dieciséis Estados europeos en que en sus respectivas constituciones no hacen referencia a su lengua. Estos son Alemania, Bosnia y Herzegovina, Dinamarca, Grecia, Hungría, Italia, Luxemburgo, Islandia, Noruega, la Ciudad del Vaticano, San Marino, la República Checa, los Países Bajos y el Reino Unido. Aunque alguno de ellos sí incluyen disposiciones de relevancia respecto de las lenguas, como en Luxemburgo y respecto del País de Gales en el Reino Unido. En la mayoría resulta oficial de facto en todo el territorio un idioma: el alemán en Alemania; el danés en Dinamarca; el griego en Grecia; el húngaro en Hungría; el italiano en Italia, la Ciudad del Vaticano y San Marino; el islandés en Islandia; el checo en la República Checa; el neerlandés en los Países Bajos; el inglés en el Reino Unido; y el sueco en Suecia.

## Características de la normativa

### Preámbulo
Establece que la protección de las lenguas regionales o minoritarias históricas de Europa, que en algún caso corren el riesgo de desaparecer, contribuye al mantenimiento y al desarrollo de las tradiciones y la riqueza culturales del continente. Además, la posibilidad de utilizar estas lenguas tanto en la vida privada como en la pública constituye un derecho imprescriptible.
También subraya que la protección y el fomento de estos idiomas dentro del valor intercultural y del plurilingüismo no deberían hacerse en detrimento de las lenguas oficiales ni de la necesidad de aprenderlas.

### Definición
Se establece que las lenguas a que se hace referencia son las empleadas tradicionalmente en un territorio de un Estado por un número inferior al resto de la población de ese Estado. Son diferente a las lenguas oficiales del Estado, no incluyendo a los dialectos de estas ni a las lenguas de los inmigrantes.
El «territorio en que se habla una lengua regional o minoritaria» es el área geográfica donde dicha lengua es el modo de expresión de un número de personas que justifica la adopción de las diferentes medidas de protección y fomento previstas en la Carta.
En cambio, las «lenguas sin territorio» son las empleadas en todo el territorio del Estado por parte de porcentajes minoritarios de personas; por tanto, son aquellas no se pueden circunscribir a un área geográfica concreta del Estado en cuestión.

### Objetivos y principios
Los objetivos y principios de la Carta están descritos en el artículo 7. Todo Estado puede formular una o varias reservas a los párrafos 2 a 5 de este artículo 7, no admitiéndose ninguna otra reserva (artículo 21).
1. En los territorios donde se hablen dichas lenguas, y según la situación de cada una de ellas, las Partes basarán su política, su legislación y su práctica en:

a) el reconocimiento de las lenguas regionales o minoritarias como expresión de la riqueza cultural;

b) el respeto del área geográfica de cada lengua regional o minoritaria, actuando de tal suerte que las divisiones administrativas ya existentes o nuevas no sean un obstáculo para el fomento de dicha lengua regional o minoritaria;
c) la necesidad de una acción resuelta de fomento de las lenguas regionales o minoritarias, con el fin de salvaguardarlas;
d) la facilitación y/o el fomento del empleo oral y escrito de las lenguas regionales o minoritarias en la vida pública y en la vida privada;
e) el mantenimiento y el desarrollo de relaciones, en los ámbitos que abarca la presente Carta, entre los grupos que empleen una lengua regional o minoritaria y otros grupos del mismo Estado que hablen una lengua utilizada de manera idéntica o parecida, así como el establecimiento de relaciones culturales con otros grupos del Estado que utilicen lenguas diferentes;
f) la provisión de formas y medios adecuados para la enseñanza y el estudio de las lenguas regionales o minoritarias en todos los niveles apropiados;
g) la provisión de medios que permitan aprender una lengua regional o minoritaria a los no hablantes que residan en el área en que se emplea dicha lengua, si así lo desean;
h) la promoción de estudios e investigación sobre las lenguas regionales o minoritarias en las universidades o centros equivalentes;

i) la promoción de formas apropiadas de intercambios transnacionales, en los ámbitos cubiertos por la presente Carta, para las lenguas regionales o minoritarias utilizadas de manera idéntica o semejante en dos o más Estados.

2. Las Partes se comprometen a eliminar «toda distinción, exclusión, restricción o preferencia injustificadas» con respecto a la utilización de una lengua regional o minoritaria cuyo objetivo sea desalentar o poner en peligro su mantenimiento o desarrollo. Asimismo:

La adopción de medidas especiales en favor de las lenguas regionales o minoritarias, destinadas a promover una igualdad entre los hablantes de dichas lenguas y el resto de la población y orientadas a tener en cuenta sus situaciones peculiares, no se considerará un acto de discriminación con los hablantes de las lenguas más extendidas.

3. Las Partes se comprometen a fomentar la comprensión mutua entre todos los grupos lingüísticos del país, buscando «el respeto, la comprensión y la tolerancia hacia las lenguas regionales o minoritarias».
4. Las Partes deben tener en consideración las necesidades y los deseos expresados por los grupos que empleen dichas lenguas. De ser necesario, «se las invitará a crear […] órganos encargados de asesorar a las autoridades» acerca de todas las cuestiones que se refieran a estas lenguas.
5. Lo mismo se comprometen a aplicar —«mutatis mutandis»— a las lenguas sin territorio. No obstante, las medidas «se determinarán de manera flexible», según «las necesidades y los deseos, y respetando las tradiciones y características de los grupos que hablan las lenguas de que se trate».

### Desglose de los artículos
En los distintos artículos se describen los ámbitos de actuación de las Partes:
- Enseñanza (artículo 8).
- Justicia (artículo 9).
- Autoridades administrativas y servicios públicos (artículo 10).
- Medios de comunicación (artículo 11).
- Actividades y servicios culturales (artículo 12).
- Vida económica y social (artículo 13).
- Intercambios transfronterizos (artículo 14).

### Aplicación de esta Carta
En el apartado IV se detalla que las Partes entregarán informes al secretario general del Consejo de Europa sobre la política seguida al respecto, lo que se hará de forma trienal y que se harán públicos. Estos serán examinados por un comité de expertos —formado por un miembro de cada Parte y designado por el Comité de Ministros del Consejo de Europa entre una lista de personas de la mayor integridad y de reconocida competencia, nombrados para seis años— que preparará un informe para el Comité de Ministros. Dicho informe irá acompañado de las observaciones que se haya invitado a hacer a las Partes, y el Comité de Ministros lo podrá hacer público.
El secretario general del Consejo de Europa hará un informe bienal detallado a la Asamblea Parlamentaria acerca de la aplicación de la Carta.

## Estados firmantes
Se describen las lenguas con que se comprometen, pero cada una en distintos grados que no se describen. En el cuadro de la derecha se recogen las lenguas autóctonas que no constan como protegidas. Aunque esta Carta busca la protección de las lenguas europeas, la jurisdicción de los Estados europeos se aplica a otros idiomas minorizados en otros continentes.
| Estado               | Fecha de la firma | Fecha de ratificación | Fecha de la entrada en vigor | Idioma oficial                   | Lenguas Minoritarias                                                                                           | Lenguas Minoritarias | Lenguas Regionales                     | Lenguas Regionales                                                                              |
| Estado               | Fecha de la firma | Fecha de ratificación | Fecha de la entrada en vigor | Idioma oficial                   | Lenguas objeto de protección                                                                                   | Lenguas autóctonas no protegidas                                                                                          | Lenguas objeto de protección           | Lenguas autóctonas no protegidas                                                                |
| -------------------- | ----------------- | --------------------- | ---------------------------- | -------------------------------- | --- | --- | -------------------------------------- | ----------------------------------------------------------------------------------------------- |
| Albania              | -                 | -                     | -                            | Albanés                          | - | Macedonio Griego Romaní                                                                                                   | -                                      | -                                                                                               |
| Alemania             | 5-11-1992         | 16-9-1998             | 1-1-1999                     | Alemán                           | Danés Alto sorabo Bajo sorabo Frisón Bajo alemán Romaní                                                        | Luxemburgués | -                                      | -                                                                                               |
| Andorra              | -                 | -                     | -                            | Catalán                          | - | - | -                                      | -                                                                                               |
| Armenia              | 11-5-2001         | 25-1-2002             | 1-5-2002                     | Armenio                          | Asirio Griego Yezidi                                                                                           | - | Ruso Kurdo                             | -                                                                                               |
| Austria              | 5-11-1992         | 28-6-2001             | 1-10-2001                    | Alemán                           | Croata Esloveno Húngaro Checo Eslovaco Romaní                                                                  | - | -                                      | -                                                                                               |
| Azerbaiyán           | -                 | -                     | -                            | Azerí                            | - | - | -                                      | -                                                                                               |
| Bélgica              | -                 | -                     | -                            | Neerlandés Francés Alemán        | - | Luxemburgués | -                                      | -                                                                                               |
| Bosnia y Herzegovina | 7-9-2005          | -                     | -                            | Bosnio Serbio Croata             | - | Macedonio Romaní | -                                      | -                                                                                               |
| Bulgaria             | -                 | -                     | -                            | Búlgaro                          | - | Romaní | -                                      | Turco                                                                                           |
| Croacia              | 5-11-1997         | 5-11-1997             | 1-3-1998                     | Croata                           | Serbio Húngaro Checo Eslovaco                                                                                  | Romaní Esloveno | Italiano Ruteno Ucraniano              | Rumano                                                                                          |
| Chequia\|            | 9-11-2000         | 15-11-2006            | 1-3-2007                     | Checo                            | Eslovaco | Romaní | Polaco                                 | -                                                                                               |
| Chipre               | 12-11-1992        | 26-8-2002             | 1-12-2002                    | Griego Turco                     | Armenio | - | -                                      | -                                                                                               |
| Dinamarca            | 5-11-1992         | 8-9-2000              | 1-1-2001                     | Danés                            | Feroés Groenlandés                                                                                             | - | Alemán                                 | -                                                                                               |
| Eslovaquia           | 20-2-2001         | 5-9-2001              | 1-1-2002                     | Eslovaco                         | Búlgaro Croata Checo Húngaro Romaní                                                                            | - | Alemán Polaco Ruteno Ucraniano         | -                                                                                               |
| Eslovenia            | 3-7-1997          | 4-10-2000             | 1-1-2001                     | Esloveno                         | Romaní Húngaro                                                                                                 | - | Italiano                               | -                                                                                               |
| España               | 5-11-1992         | 9-4-2001              | 1-8-2001                     | Castellano                       | Catalán Valenciano Euskera Gallego Aranés Asturiano y Leonés Aragonés                                          | Romaní | -                                      | Rifeño o tarifit árabe marroquí Portugués de Olivenza                                           |
| Estonia              | -                 | -                     | -                            | Estonio                          | - | Romaní | -                                      | Ruso                                                                                            |
| Finlandia            | 5-11-1992         | 9-11-1994             | 1-3-1998                     | Finés Sueco                      | Sami Sueco Romaní                                                                                              | Carelio | -                                      | -                                                                                               |
| Francia              | 7-5-1999          | -                     | -                            | Francés                          | - | Bretón Catalán Euskera Francoprovenzal Luxemburgués Occitano Romaní                                                       | -                                      | Alemán Fuera del continente entre otras lenguas indígenas: Warao Lenguas caribes Shimaore Tamil |
| Georgia              | -                 | -                     | -                            | Georgiano                        | - | Arameo Armenio | -                                      | Azeri                                                                                           |
| Grecia               | -                 | -                     | -                            | Griego                           | - | Romaní Gagauzo | -                                      | Turco                                                                                           |
| Hungría              | 5-11-1992         | 26-4-1995             | 1-3-1998                     | Húngaro                          | Croata Serbio Eslovaco Esloveno                                                                                | Romaní | Alemán Rumano                          | -                                                                                               |
| Irlanda              | -                 | -                     | -                            | Irlandés Inglés                  | - | - | -                                      | -                                                                                               |
| Islandia             | 7-5-1999          | -                     | -                            | Islandés                         | - | - | -                                      | -                                                                                               |
| Italia               | 27-6-2000         | -                     | -                            | Italiano                         | Protege otras lenguas minoritarias, como: Sardo Friulano (Aunque no ha ratificado la Carta)                    | No reconoce diferentes lenguas minoritarias, como: Napolitano Siciliano Lombardo Piemontés Véneto Emiliano-romañol Romaní | -                                      | -                                                                                               |
| Letonia              | -                 | -                     | -                            | Letón                            | - | Livonio (Lengua muerta) Romaní                                                                                            | -                                      | Ruso                                                                                            |
| Liechtenstein        | 5-11-1992         | 18-11-1997            | 1-3-1998                     | Alemán                           | Declara que no hay lenguas minoritarias.                                                                       | - | -                                      | -                                                                                               |
| Lituania             | -                 | -                     | -                            | Lituano                          | - | Livonio (Lengua muerta) Romaní                                                                                            | -                                      | Ruso Polaco                                                                                     |
| Luxemburgo           | 5-11-1992         | 22-6-2005             | 1/10/2005                    | Luxemburgués Francés Alemán      | - | - | -                                      | -                                                                                               |
| Macedonia del Norte  | 25-7-1996         | -                     | -                            | Macedonio Albanés                | - | Romaní | -                                      | -                                                                                               |
| Malta                | 5-11-1992         | -                     | -                            | Maltés Inglés                    | - | - | -                                      | -                                                                                               |
| Moldavia             | -                 | -                     | -                            | Rumano                           | - | Romaní | -                                      | -                                                                                               |
| Mónaco               | -                 | -                     | -                            | Francés                          | - | Occitano | -                                      | Italiano                                                                                        |
| Montenegro           | 22-3-2005         | 15-2-2006             | 6-6-2006                     | Serbocroata                      | Albanés Romaní                                                                                                 | - | -                                      | -                                                                                               |
| Noruega              | 5-11-1992         | 10-11-1993            | 1-3-1998                     | Noruego Sami                     | Sami | Romaní | -                                      | -                                                                                               |
| Países Bajos         | 5-11-1992         | 2-5-2996              | 1-3-1998                     | Neerlandés                       | Frisón Bajo-sajón Romaní Yidis                                                                                 | - | -                                      | -                                                                                               |
| Polonia              | 12-5-2003         | -                     | -                            | Polaco                           | Cinco (reguladas a través de las comunas bilingües)                                                            | Casubio Romaní | -                                      | -                                                                                               |
| Portugal             | -                 | -                     | -                            | Portugués                        | Aunque no ha ratificado la carta reconoce de forma oficial el: Mirandés (Asturleonés)                          | Romaní | -                                      | -                                                                                               |
| Reino Unido          | 2-3-2000          | 27-3-2001             | 1-7-2001                     | Inglés                           | Córnico Galés Gaélico escocés Irlandés Escocés                                                                 | Romaní | -                                      | Español                                                                                         |
| Rumanía              | 17-7-1995         | 29-1-2008             | 1-5-2008                     | Rumano                           | Albanés Armenio Búlgaro Checo Croata Griego Yidis Macedonio Húngaro Romaní Ruso Ruteno Serbio Eslovaco Tártaro | - | Alemán Italiano Polaco Turco Ucraniano | -                                                                                               |
| Rusia                | 10-5-2001         | -                     | -                            | Ruso                             | - | Arameo Romaní Bielorruso Armenio Sami                                                                                     | -                                      | Ucraniano Alemán Kazajo                                                                         |
| San Marino           | -                 | -                     | -                            | Italiano                         | - | - | -                                      | -                                                                                               |
| Serbia               | 22-3-2005         | 15-2-2006             | 1-6-2006                     | Serbio                           | Albanés Bosnio Búlgaro Húngaro Romaní Ruteno Eslovaco Croata                                                   | - | Rumano Ucraniano                       | -                                                                                               |
| Suecia               | 9-2-2000          | 9-2-2000              | 1-6-2000                     | Sueco                            | Sami Finés Meänkieli Sin territorio: Romaní Yidis                                                              | - | -                                      | -                                                                                               |
| Suiza                | 8-10-1993         | 23-17-1997            | 1-4-1998                     | Alemán Francés Italiano Romanche | Romanche | Francoprovenzal Romaní Yidis                                                                                              | Italiano                               | En zonas donde son minoritarias: Francés Alemán                                                 |
| Turquía              | -                 | -                     | -                            | Turco                            | - | Abjasio Arameo Armenio Cabardino Georgiano Romaní Tártaro                                                                 | -                                      | Azerí Kazajo Kurdo                                                                              |
| Ucrania              | 2-5-1996          | 19-9-2005             | 1-1-2006                     | Ucraniano                        | Bielorruso Búlgaro Gagauzo GriegoYidis Tártaro Moldavo Eslovaco Húngaro                                        | Romaní | Alemán Polaco Ruso Rumano              | -                                                                                               |

## Lista de lenguas minoritarias de Europa
En esta lista están todas las lenguas minoritarias que se encuentran dentro de alguno de los Estados firmantes de la carta. Se considera que una lengua es minoritaria cuando tiene menos de 20 000 000 hablantes.
|    | Categorías de las lenguas | Posición         | Idioma     | Estimación de lengua materna | Territorios donde se habla, si es oficial o equivaliendo, en cursiva |
| -- | ------------------------- | ---------------- | ---------- | --- | -------------------------------------------------------------------- |
|    | A                         | 01               | Portugués  | 14 500 000 | Portugal                                                             |
| 02 | A                         | Húngaro          | 13 000 000 | Hungría, Serbia (Vojvodina), Eslovaquia, Austria (Burgenland y Viena), Eslovenia (Prekmurje), Rumanía (Transilvania) y Ucrania.                                                                          |                                                                      |
| 03 | A                         | Griego           | 12 000 000 | Grecia, República de Chipre, Italia (Grecia Salentina), Alaania (Gjirokastër, Vlorë, Përmet, Kolonjë y Korçë), Rumanía y Ucrania (Crimea).                                                               |                                                                      |
| 04 | A                         | Serbio           | 11 000 000 | Serbia, Montenegro, Bosnia y Herzegovina, Macedonia del Norte, Kosovo |                                                                      |
| 05 | A                         | Búlgaro          | 10 000 000 | Bulgaria, Eslovaquia, Rumanía, Serbia |                                                                      |
| 06 | A                         | Checo            | 10 000 000 | República Checa, Eslovaquia, Rumanía, Austria (Viena) |                                                                      |
|    | B                         | 07               | Catalán    | 8 100 000 | España (Cataluña, en Valencia se habla el Valenciano ]])             |
| 08 | B                         | Bielorruso       | 9 000 000  | Bielorrusia |                                                                      |
| 09 | B                         | Sueco            | 9 000 000  | Suecia y Finlandia |                                                                      |
| 10 | B                         | Tártaro          | 8 000 000  | Federación Rusa (Tartaristán), Rumanía, Ucrania (Crimea) y Turquía |                                                                      |
| 11 | B                         | Bajo alemán      | 7 000 000  | Alemania (Bremen, Hamburgo, Mecklemburg-Pomerania Occidental, Baja Sajonia, Schleswig-Holstein Sajonia-Anhalt, Brandeburgo y Renania), Países Bajos (Frisia), Polonia, Eslovaquia y Dinamarca            |                                                                      |
| 12 | B                         | Croata           | 7 000 000  | Croacia, Bosnia y Herzegovina, Austria (Burgenland) Alemania, Eslovaquia, Hungría, Rumanía y Serbia |                                                                      |
| 13 | B                         | Danés            | 5 500 000  | Dinamarca, Alemania (Schleswig-Holstein) |                                                                      |
| 14 | B                         | Finés            | 5 500 000  | Finlandia, Suecia y Noruega. |                                                                      |
| 15 | B                         | Armenio          | 5 000 000  | Armenia, Rusia, Francia, Georgia, Grecia, Polonia, Turquía y Ucrania |                                                                      |
| 16 | B                         | Eslovaco         | 5 000 000  | Eslovaquia, República Checa, Hungrúa, Serbia y Ucrania |                                                                      |
| 17 | B                         | Noruego          | 5 000 000  | Noruega |                                                                      |
| C  | 18                        | Albanés          | 4 300 000  | Albania, Kosovo, Macedonia del Norte, Serbia, Italia (Sur y Sicília), Montenegro y Grecia (Epir) |                                                                      |
| C  | 19                        | Romaní           | 4 300 000  | Sin territorio: lengua del pueblo romaní, repartido por toda Europa |                                                                      |
| C  | 20                        | Georgiano        | 4 100 000  | Georgia, Turquía, Rusia |                                                                      |
| C  | 21                        | Lituano          | 4 000 000  | Lituania |                                                                      |
| C  | 22                        | Yidis            | 3 000 000  | Sin territorio: en los Países Bajos, Rumanía, Suecia y Ucrania |                                                                      |
| C  | 23                        | Bosnio           | 2 500 000  | Bosnia y Herzegovina, Serbia y Montenegro |                                                                      |
| C  | 24                        | Gallego          | 2 500 000  | España (Galicia) |                                                                      |
| C  | 25                        | Letón            | 2 500 000  | Letonia |                                                                      |
| C  | 26                        | Esloveno         | 2 200 000  | Eslovenia, Austria (Caríntia, Estiria), Italia (Gorizia y Trieste) y Hungría |                                                                      |
| C  | 27                        | Macedonio        | 2 000 000  | Macedonia del Norte, Albania, Bulgaria, Serbia y Rumanía |                                                                      |
| C  | 28                        | Occitano         | 1 900 000  | Francia (Gascuña, Guiena, Llemosí, Alvernia, Delfinat, Provença y Llenguadoc), España (Valle de Arán), Italia (Valles Occitanos) y Mónaco                                                                |                                                                      |
| C  | 29                        | Sardo            | 1 600 000  | Italia (Cerdeña) |                                                                      |
| C  | 30                        | Escocés          | 1 500 000  | Reino Unido (Escocia e Irlanda del Norte) |                                                                      |
| C  | 31                        | Estonio          | 1 100 000  | Estonia |                                                                      |
| C  | 32                        | Arameas          | 1 000 000  | Armenia, Georgia, Rusia y Turquía |                                                                      |
|    | D                         | 33               | Cabardiano | 900 000 | Rusia (Kabardino-Balkaria), Georgia y Turquía                        |
| 34 | D                         | Zan              | 700 000    | Georgia y Turquía |                                                                      |
| 35 | D                         | Friulano         | 600 000    | Italia (Friül - Venecia Júlia) |                                                                      |
| 36 | D                         | Galés            | 600 000    | Gales e Inglaterra |                                                                      |
| 37 | D                         | Euskera          | 500 000    | España (País Vasco y Navarra) y Francia (País Vasco francés) |                                                                      |
| 38 | D                         | Frisonas         | 500 000    | Alemania (Schleswig-Holstein y Baja Sajonia) Países Bajos (Provincia de Frisia) |                                                                      |
| 39 | D                         | Osetio           | 500 000    | Rusia (Osetia del Norte - Alania), Georgia (Osetia del Sur) |                                                                      |
| 40 | D                         | Irlandés         | 355 000    | Irlanda, Reino Unido (Irlanda del Norte) |                                                                      |
| 41 | D                         | Maltés           | 330 000    | República de Malta |                                                                      |
| 42 | D                         | Lenguas gaélicas | 322 000    | |                                                                      |
| 43 | D                         | Bretón           | 300 000    | Francia (Bretaña) |                                                                      |
| 44 | D                         | Islandés         | 300 000    | Islandia |                                                                      |
| 45 | D                         | Luxemburgués     | 300 000    | Luxemburgo, Bélgica, Francia y Alemania |                                                                      |
| E  | 46                        | Asturleonés      | 165 000    | España (Asturias, León, Zamora, Salamanca, Cáceres y Cantabria), Portugal (Miranda do Douro) |                                                                      |
| E  | 47                        | Meänkieli        | 150 000    | Suecia |                                                                      |
| E  | 48                        | Gagaúzo          | 150 000    | República de Moldavia (Gagaúsia), Ucrania, Rumanía, Bulgaria, Grecia y Kazajistán |                                                                      |
| E  | 49                        | Carelio          | 140 000    | Finlandia (Carelia), Federación Rusa (República de Carelia y Óblast de Leningrado) |                                                                      |
| E  | 50                        | Corso            | 100 000    | Francia (Córcega) e Italia (Cerdeña) |                                                                      |
| E  | 51                        | Abjasio          | 80 000     | Georgia (Abjasia) y Turquía |                                                                      |
| E  | 52                        | Franco-provenzal | 77 000     | Italia (Valle de Aosta) y Francia (Alta Savoia, Savoia, Franc Comtat, Charolais, Beaujolais, Bugey, Delfinat, Forez, Mâcones, Bresse, Liones, Dombes y Borgoña), Suiza (Ginebra, Vaud, Neuchâtel y Jura) |                                                                      |
| F  | 53                        | Lenguas sorabas  | 70 000     | Alemania (Brandeburgo y Sajonia) |                                                                      |
| F  | 54                        | Alto sorabo      | 55 000     | Alemania (Sajonia) |                                                                      |
| F  | 55                        | Feroés           | 46 000     | Dinamarca (Islas Feroe) |                                                                      |
| F  | 56                        | Ladino           | 38 000     | Italia (Trento-Tirol del Sur) |                                                                      |
| F  | 57                        | Romanche         | 35 000     | Suiza (Grisones) |                                                                      |
| F  | 58                        | Lenguas sami     | 30 000     | Finlandia (Enontekyö, Inari y otros), Noruega (Finnmark), Suecia (Kiruna, Gällivare y Lappland) y Rusia (península de Kola)                                                                              |                                                                      |
| F  | 59                        | Rusino           | 25 000     | Croacia, Eslovaquia, Rumanía, Serbia (Vojvodina) |                                                                      |
| F  | 60                        | Bajo sorabo      | 15 000     | Alemania (Brandeburgo) |                                                                      |
| F  | 61                        | Aragonés         | 10 000     | España (Norte de Aragón) |                                                                      |
| G  | 62                        | Udí              | 3500       | Azerbaiyán y Georgia |                                                                      |
| G  | 63                        | Córnico          | 3500       | Cornualles (Gran Bretaña) |                                                                      |
| G  | 64                        | Batsi            | 3400       | Georgia |                                                                      |
| G  | 65                        | Casubio          | 3000       | Polonia (Vístula, Gdansk y Gdynia) |                                                                      |
| G  | 66                        | Manés            | 2000       | Isla de Man (Dependencia de la Corona británica) |                                                                      |
| G  | 67                        | Livonio          | 10         | En extinción en Letonia y Estonia |                                                                      |

## Críticas a la aplicación de la Carta
Josep Romeu, a la sazón gerente del Centro Internacional Escarré para las Minorías Étnicas y Nacionales, una organización no gubernamental con sede en Cataluña (España), señala que son los Estados los que deciden como tratan a las lenguas regionales o minoritarias, sin considerar los derechos de los hablantes de las lenguas y sin poder coercitivo para su cumplimiento:

Esta carta no se contempla desde la perspectiva política, ni de los derechos de las minorías, sino desde una perspectiva de patrimonio cultural.
[…]
Una Carta sobre las Lenguas Regionales o Minoritarias no significa una carta sobre cómo tienen que ser consideradas y tratadas las lenguas, sino cómo pueden tratarlas los estados. El compromiso de los estados no es dar cumplimiento a la Carta sino aplicar, ellos, con criterios estrictamente políticos, los artículos que consideren oportunos y sobre aquellas lenguas que decidan, prescindiendo de la voluntad, es decir de los derechos de la comunidad lingüística afectada.
[…]
Es un texto de libre adhesión y con escasa fuerza jurídica: su incumplimiento no puede ser denunciado por la via judicial, por lo que no podrá haber, en su caso, medidas reparadoras ni sancionadoras.

Eduardo J. Ruíz Vieytez, doctor de Derechos Humanos en la Universidad de Deusto, realiza en su trabajo Lenguas oficiales y lenguas minoritarias: cuestiones sobre su estatuto jurídico a través del derecho comparado dos críticas respecto a la Carta y la situación jurídica de las lenguas europeas. Una hace referencia a la exclusión en esta Carta de las lenguas de los inmigrantes, situación que hay que considerar como dinámica y proteger igualmente estas lenguas conforme se produzca su asentamiento:

Aún considerando que las lenguas minoritarias deben ser aquellas que corresponden al patrimonio lingüístico tradicional europeo, debe aquí considerarse que éste es un concepto dinámico y que no hay razón de fondo para excluir a futuro a las comunidades lingüísticas que se vayan asentando en el continente con el paso del tiempo.

En segundo lugar, considera que estas lenguas, como todo el soporte cultural e identitario de estas minorías, en los sistemas democráticos queda a expensas de las mayorías existentes en este Estado, lo que puede llevar a una falta de reconocimiento y una debilidad política que puede llegar a la marginación:

la inclusión de un mayor número de culturas o lenguas entre los elementos identitarios del Estado, que en nuestro caso se traduciría en un mayor número de lenguas oficiales, queda en los sistemas democráticos a expensas de las decisiones de la mayoría, de modo que los grupos minoritarios se encuentran por definición en una situación de mayor o menor debilidad política, cuando no de marginación de hecho.

Guillem Calaforra, de la Universidad Jagellónica de Cracovia, considera también la falta de compromiso auténtico de esta Carta, que se realizó desde arriba y sin dar un poder real a las comunidades donde están estas lenguas, minorizadas precisamente por políticas de los Estados nación. Por tanto, queda como una buena voluntad del que ostenta el poder:

En referencia a la Carta Europea de Lenguas Minoritarias, las resoluciones del Consejo de la Unión Europea y otros textos de este género. No hay que olvidar que muy a menudo se trata de documentos y disposiciones redactadas «desde arriba», y no precisamente por quienes sufren la minorización como problema. Son concesiones institucionales que en ningún caso prevén la cesión de poder real a las comunidades afectadas. Estas leyes y proyectos no establecen obligaciones reales, no aumentan la capacidad de legislar, ordenar y sancionar en relación al uso lingüístico. Se mueven entre el mundo de las buenas intenciones (con mala consciencia) y el de la retórica oportunista legitimadora del status quo. Este discurso de la buena voluntad nace de una aceptación de las asimetrías y de las relaciones de dominación, y no del deseo de impugnarlas y superarlas.